# Ядро (лінійна алгебра)
Ядро лінійного відображення (ядро матриці) A розміру m × n, це множина
{\displaystyle {\text{Ker}}(\mathbf {A} )=\left\{{\textbf {x}}\in {\textbf {R}}^{n}:\mathbf {Ax} ={\textbf {0}}\right\}}
Матрицю {\displaystyle \mathbf {A} } розглядають як матрицю лінійного відображення із простору розмірності n в простір розмірності m.
Для знаходження ядра матриці потрібно розв'язати однорідну систему лінійних алгебраїчних рівнянь.

## Приклад
Розглянемо матрицю
{\displaystyle \mathbf {A} ={\begin{bmatrix}\,\,\,2&3&5\\-4&2&3\end{bmatrix}}.}
Нульовий простір цієї матриці утворюють всі вектори (x, y, z) ∈ R3 для яких
{\displaystyle {\begin{bmatrix}\,\,\,2&3&5\\-4&2&3\end{bmatrix}}{\begin{bmatrix}x\\y\\z\end{bmatrix}}={\begin{bmatrix}0\\0\end{bmatrix}}{\text{.}}}
Це можна записати в вигляді однорідної системи лінійних рівнянь із шуканими x, y і z:
{\displaystyle {\begin{alignedat}{7}2x&&\;+\;&&3y&&\;+\;&&5z&&\;=\;&&0,\\-4x&&\;+\;&&2y&&\;+\;&&3z&&\;=\;&&0.\\\end{alignedat}}}
І далі у вигляді матриці:
{\displaystyle \left[{\begin{array}{ccc|c}2&3&5&0\\-4&2&3&0\end{array}}\right].}
Із використанням методу Жордана Гауса, переходимо до:
{\displaystyle \left[{\begin{array}{ccc|c}1&0&0.625&0\\0&1&1.625&0\end{array}}\right].}
Отже:
{\displaystyle {\begin{alignedat}{7}x=\;&&-0.625c\\y=\;&&-1.625c.\end{alignedat}}}
Тепер ми можемо записати нульовий простір (розв'язки Ax = 0) в термінах c (яка є нашою вільною змінною), де c є скаляром:
{\displaystyle {\begin{bmatrix}x\\y\\z\end{bmatrix}}=c{\begin{bmatrix}\,\,\,-0.625\\-1.625\\1\end{bmatrix}}.}
Нульовий простір A збігається з множиною розв'язків цих рівнянь (в цьому випадку, пряма через початок координат в R3).